# Ecdicius
Ecdicius (Ecdicius Avitus, né vers 420) est un noble arverne et sénateur gallo-romain qui participa à la résistance de l’Auvergne contre les Wisigoths d’Euric.

## Biographie
Fils de l'empereur Eparchus Avitus, il fut éduqué à Clermont-Ferrand où il possédait une demeure en plus de territoires dans la région. Il était dans les années 460-470 un personnage riche et important de la noblesse, présent à la cour d'Anthémius en 469. 

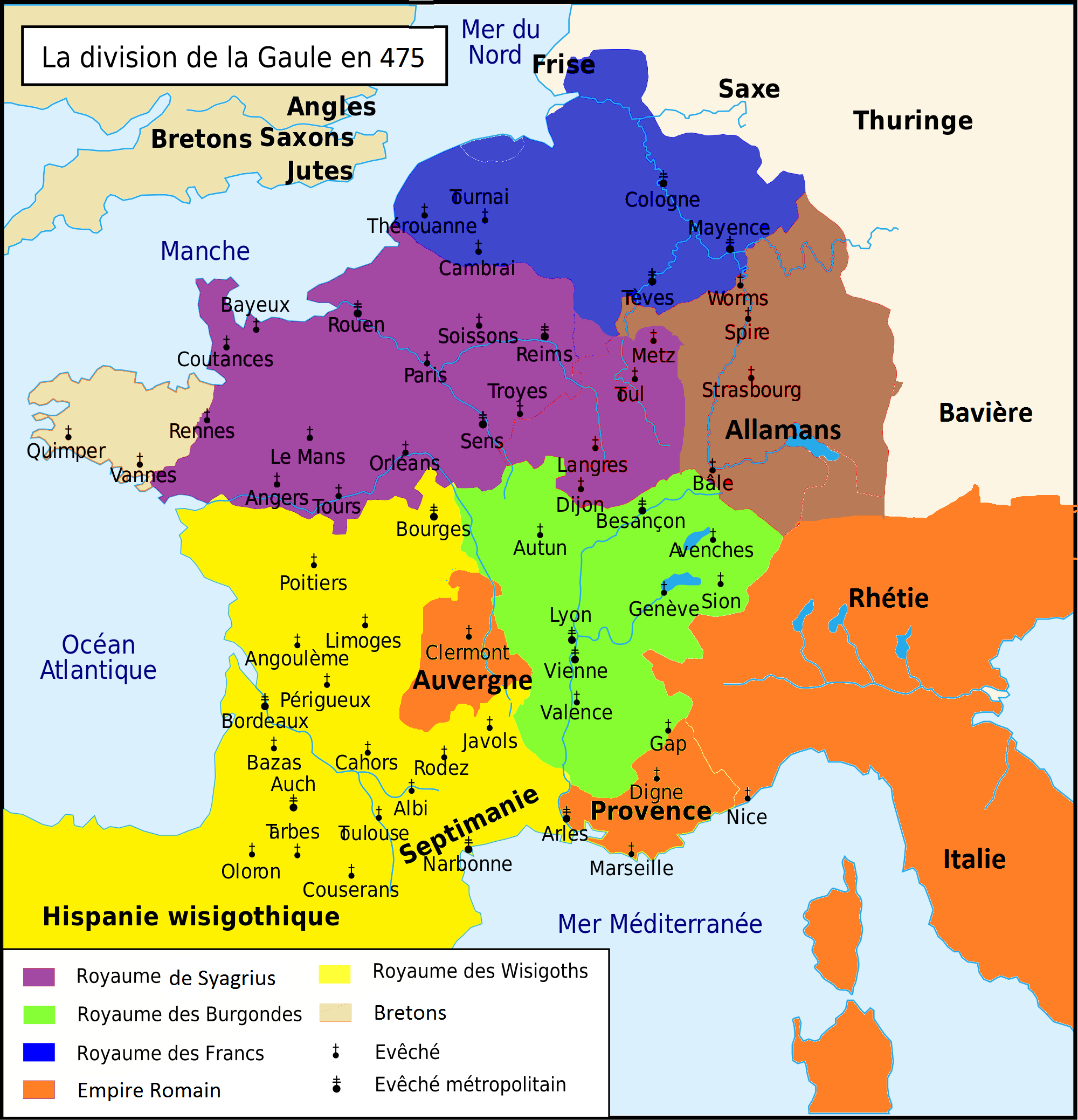
L'Auvergne, bastion romain avant son incorporation au royaume des Wisigoths.

Il participe avec Sidoine Apollinaire (son beau-frère) devenu en 471 évêque de Clermont à la résistance de l'Auvergne contre les tentatives de conquête des Wisigoths, qui font plusieurs fois le siège de la ville entre 471 et 474. La légende veut qu'il ait réussi à entrer dans la ville malgré le siège avec seulement 10 ou 18 hommes. Il fournit des défenseurs et des vivres en provenance de ses propres domaines, et par sa diplomatie obtient peut-être l'appui des Burgondes de Chilpéric II avec les Bretons du roi Riothamus qui s'étaient retirés en Bourgogne après la bataille de Déols.
En 471, l'empereur Anthémius envoie en Gaule une armée dirigée par son propre fils Anthemiolus, peut-être pour venir en aide aux Auvergnats, mais elle est vaincue par les Wisigoths près d'Arles.
En 473, les Wisigoths prennent Arles et Marseille et menacent de poursuivre jusqu'en Italie.
En 474, pour ses exploits face au siège wisigoth, Ecdicius est fait patrice et nommé magister militum  praesentalis par le nouvel empereur Julius Nepos. Mais la pression des Wisigoths s'accroît encore et en 475, Nepos est forcé de consentir à leur céder l'Auvergne en échange de leur retrait de Provence. Ecdicius est rappelé en Italie et remplacé par Flavius Oreste comme magister militum praesentalis. Il doit fuir Clermont et se réfugie, peut-être, chez les Burgondes.